# Byanca Brasil
Byanca Beatriz Alves de Araújo (Río de Janeiro, Brasil; 23 de noviembre de 1995) es una futbolista brasileña. Juega como delantera y su equipo actual es el Cruzeiro del Campeonato Brasileño de Fútbol Femenino.

## Trayectoria
Byanca llamó la atención desde juvenil por los goles marcados y sus jugadas,  registrando 42 goles en 61 encuentros en la categoría.
Siendo menor de 15 años, Byanca fue la máxima goleadora en el torneo femenino sub-15 con la camiseta de Vasco. Jugando como delantera, fue la máxima anotadora de Bangu, que ganó el título en el Campeonato Carioca en septiembre de 2010, con menos de 17 años.
En 2016, la delantera llamó la atención del Atlético de Madrid. Al año siguiente, 2017, hubo un fuerte interés del nuevo equipo femenino de la Juventus de Turín. Nuevo en el escenario deportivo en la temporada 2017-18, la Juve quería contratar a la delantera brasileña, pero la burocracia necesaria para que los jugadores sin pasaporte europeo jugaran en la Liga Italiana impidieron el traspaso. Todavía en esta ventana de fichajes, Byanca Brasil rechazó una oferta del Fráncfort de Alemania, que con cuatro conquistas hasta ese entonces era el equipo que más ganó la Liga de Campeones (junto con Lyon). Las negociaciones tuvieron lugar, pero no hubo acuerdo entre las partes.
El Olimpique de Marsella de Francia fue otro club que también mostró interés, pero Byanca optó por seguir en el Corinthians/Audax. Ese mismo año, la máxima goleadora manifestó la falta de apreciación del fútbol femenino en Brasil.
Siendo parte de la selección brasileña sub-20, con la que disputó once encuentros y anotó siete goles, a la edad de 22 años la jugadora fue crucial en uno de los mejores momentos del Corinthians/Audax, que celebró una gran temporada en la Libertadores Femenina 2017, ganando el título de la competencia sudamericana. Byanca meció las redes más de veinticuatro veces con la camiseta de Timão, 15 goles solo en el Campeonato Brasileño de 2017, consiguiendo el subcampeonato.
En 2018, la delantera comenzó a enfrentarse al reto de actuar en el otro lado del mundo, al ser presentada como el refuerzo de Wuhan Jiangda de China. Byanca es la cuarta brasileña en jugar en la Superliga China.
En 2020 regresa a su país natal para jugar en Inter de Porto Alegre, luego en 2021 recala en Santos y en 2022 a Palmeiras. En 2023 firma contrato con Cruzeiro.

## Clubes
| Club                           | País   | Año             |
| ------------------------------ | ------ | --------------- |
| Foz Cataratas                  | Brasil | 2013-2014       |
| Vitória das Tabocas            | Brasil | 2014            |
| Kindermann                     | Brasil | 2015            |
| Audax                          | Brasil | 2015            |
| Centro Olímpico                | Brasil | 2015-2016       |
| Corinthians                    | Brasil | 2016            |
| Audax                          | Brasil | 2016            |
| Corinthians                    | Brasil | 2017            |
| Internacional (préstamo)       | Brasil | 2017            |
| Wuhan Jianghan University F.C. | China  | 2018-2019       |
| Internacional                  | Brasil | 2020            |
| Santos                         | Brasil | 2021            |
| Palmeiras                      | Brasil | 2022            |
| Cruzeiro                       | Brasil | 2023 - presente |

## Palmarés

### Títulos estatales
| Título            | Club          | Estado             | Año  |
| ----------------- | ------------- | ------------------ | ---- |
| Campeonato Gaúcho | Internacional | Río Grande del Sur | 2017 |
| Campeonato Gaúcho | Internacional | Río Grande del Sur | 2020 |

### Títulos nacionales
| Título         | Club  | País   | Año  |
| -------------- | ----- | ------ | ---- |
| Copa de Brasil | Audax | Brasil | 2016 |

### Títulos internacionales
| Título                     | Equipo      | Sede     | Año  |
| -------------------------- | ----------- | -------- | ---- |
| Copa Libertadores Femenina | Corinthians | Paraguay | 2017 |